# Hallonflickan

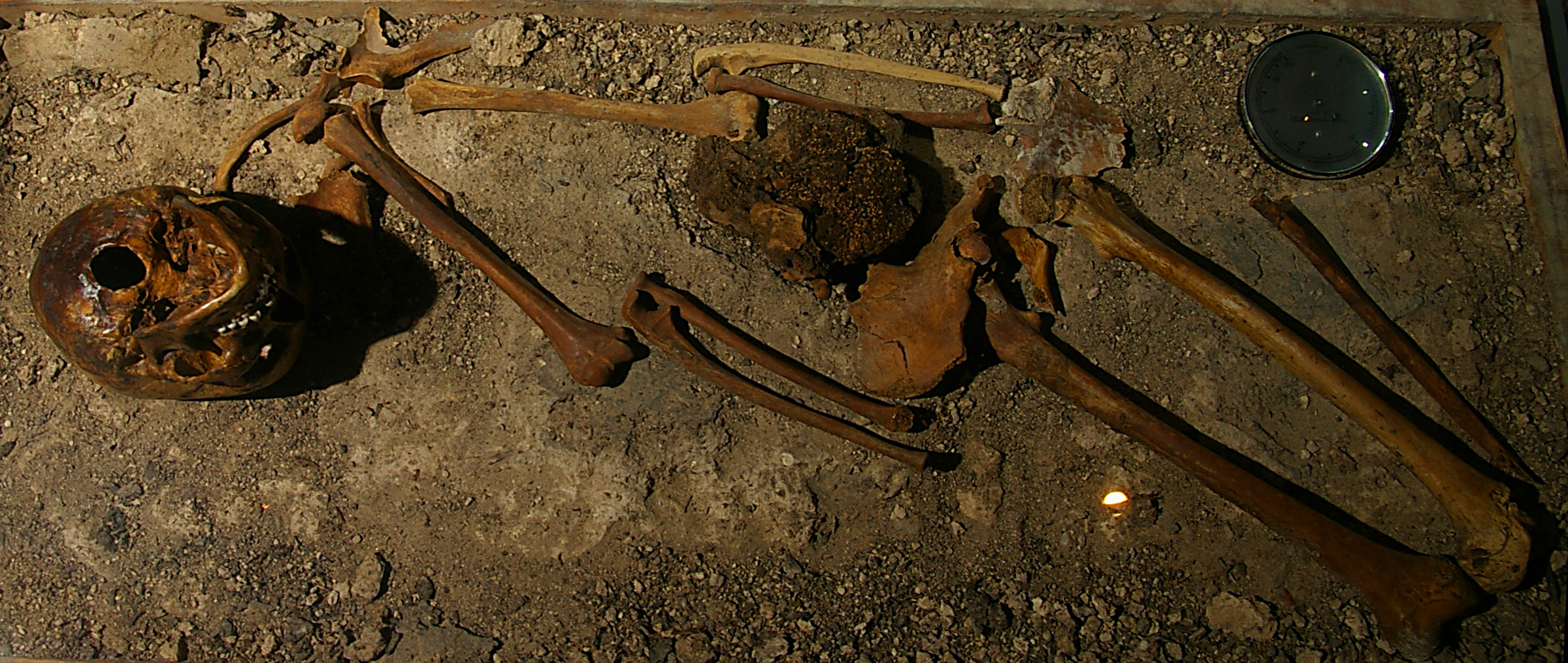
Hallonflickans kvarlevor i det preparat hon grävdes ut i år 1943. Hon är utplacerad i den position man fann henne i. Från utställningen Forntid på Falbygden – Falbygdens museum.

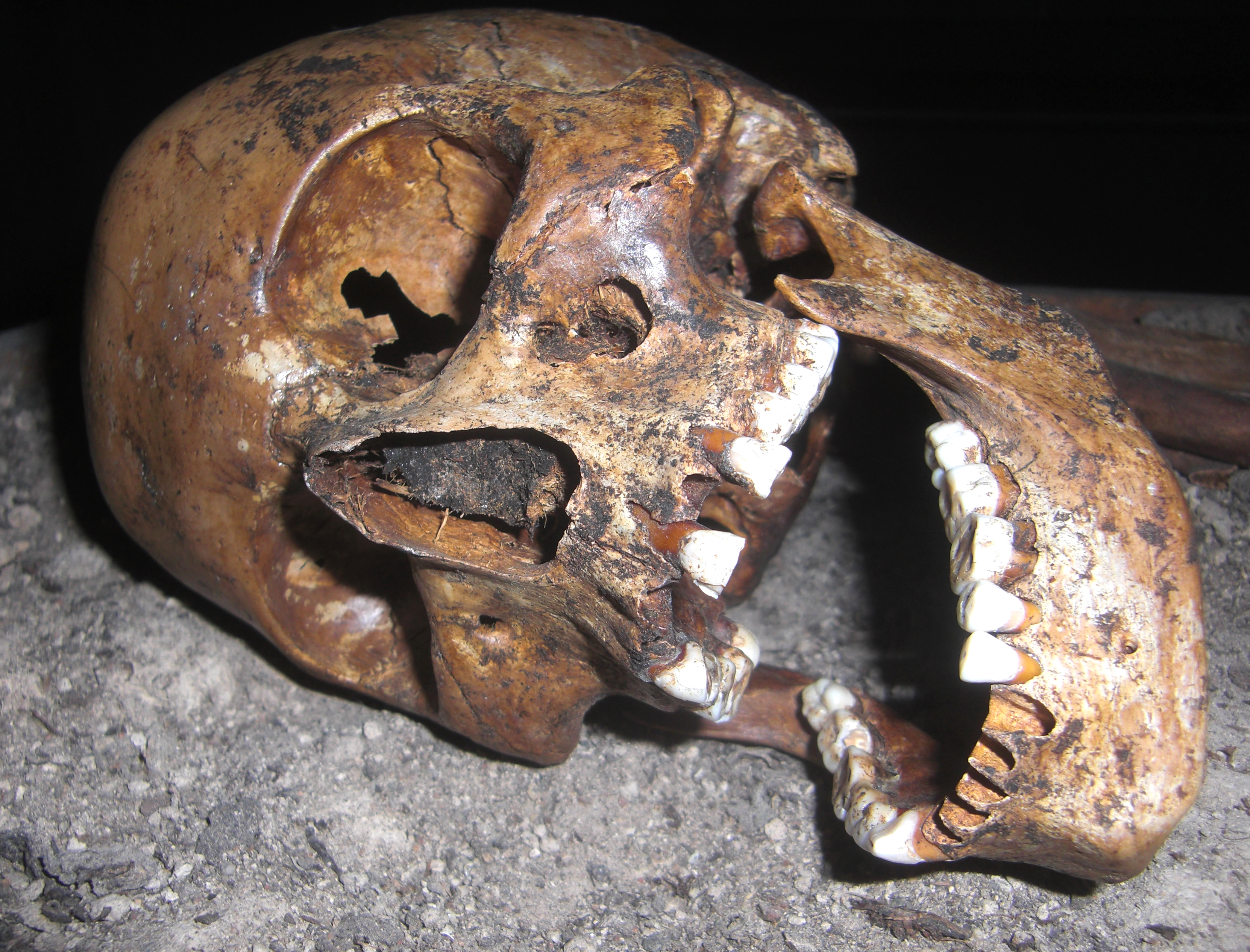
Hallonflickans kranium.

Hallonflickan är ett skelett  efter en ung kvinna från ca 3700 f.Kr. som påträffades 1943 i en mosse fem kilometer söder om Falköping på Falbygden i Västergötland. När man undersökte liket, upptäckte man att hennes mage var full med hallonkärnor. Hennes sista måltid hade varit stora mängder hallon. Hallonflickan är inte lika berömd, eller för den delen välbevarad, som till exempel Barumskvinnan. Det har spekulerats i hur hon dog och varför.

## Fyndet
Hallonflickan är ett mosslik som anträffades i Rogestorpsmossen eller Smedjemossen i Luttra socken nära gränsen till Kinneveds socken. Fyndplatsen är belägen 5 km söder om Falköping. Rogestorpsmossen är en del av det större mosskomplexet Mönarpa mossar. Hon hittades vid torvbrytning den 20 maj 1943 av Carl Wilhelmsson från Ledsgården i Slutarp. Plötsligt, när han stod och grävde, uppenbarade sig en hand i mossen. Arbetet avbröts och expertis tillkallades.
Vid Riksantikvariets besiktning av fyndplatsen kom man fram till att förhållandena på platsen var alltför primitiva för en noggrann undersökning. Därför bärgades skelettet tillsammans med det stycke torv som det låg på och skickades med järnväg till Stockholm.

## Undersökningar

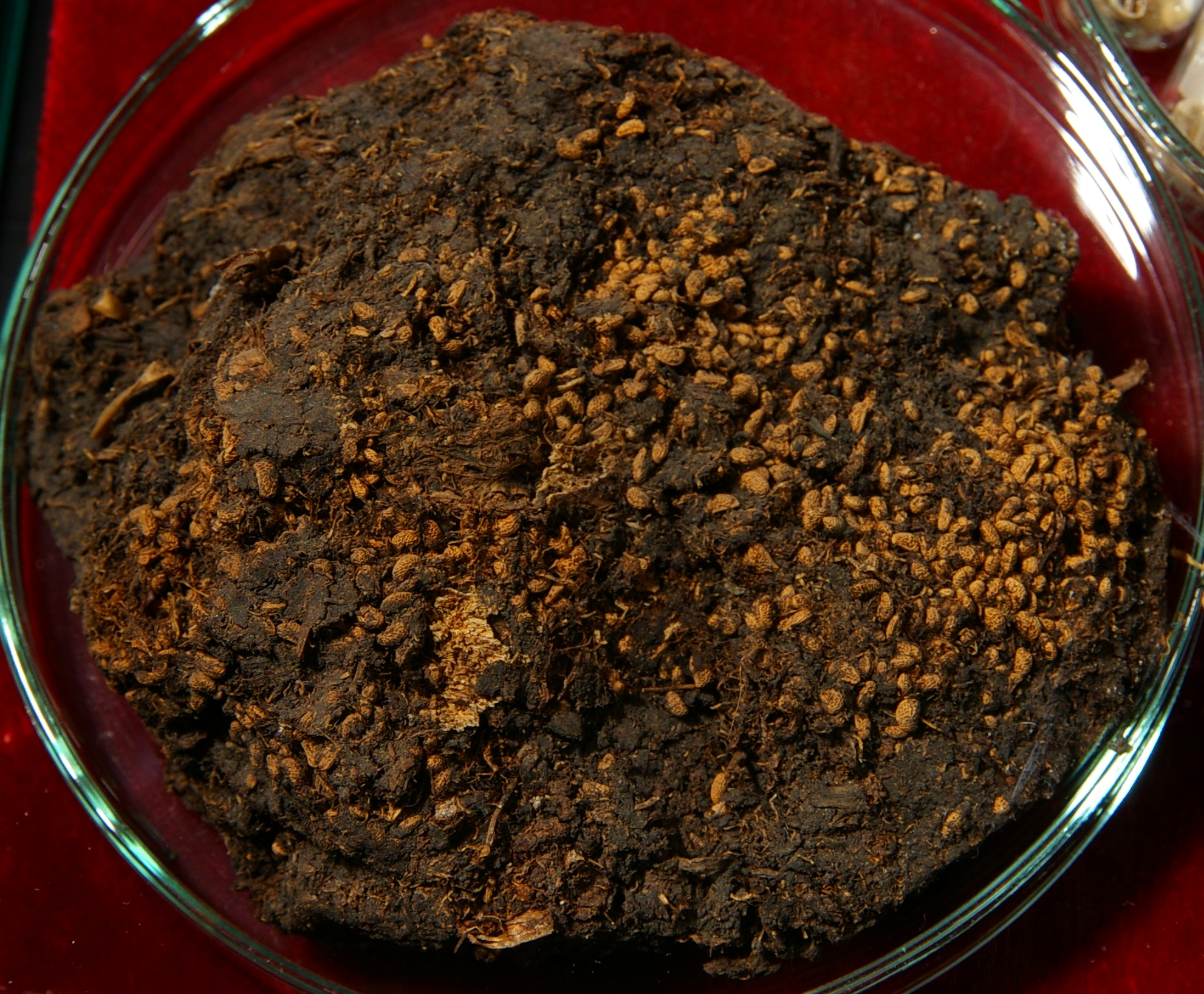
Hallonflickans maginnehåll bestående av hennes sista måltid: hallon.

Fyndet har genomgått ett flertal undersökningar av experter, bland andra professor Nils-Gustaf Gejvall på 1940-talet och Sabine Sten och Torbjörn Ahlström på 1990-talet.
Åldersbestämning med pollenanalys visade att liket var från runt 2000 f.Kr. I magen hittade man en mängd hallonkärnor. Man kunde därför dra slutsatsen att döden måste ha inträffat under sensommaren juli–augusti. Detta är unikt i Sverige, eftersom mosslik som man hittar normalt sett hamnat i mossen på vintern. Mosslik som begravts under sommarhalvåret brukar ruttna bort, innan mossen hinner konservera dem.
En undersökning av skelettet visade att det var en ung kvinna 18–20 år och att hon var cirka 145 cm lång. Enligt en isotopmätning av skelettet visar att hon ursprungligen  kom från Skåne eller Halland. Hennes tänder var friska och i bra skick. Hallonflickans båda ben var böjda så att vaderna låg mot låren. Man gissade, att detta berodde på att de varit uppbundna, och att de rep och remmar som hållit dem på plats ruttnat bort. Fyndet fick, på grund av sin låga ålder och maginnehållet, namnet Hallonflickan.
En ny datering på 1990-talet, den här gången med C14-metoden, visade att döden inträffade sannolikt mellan år 3105 och 2935 f.Kr. under sensommaren under yngre stenåldern. När torvmaterialet undersöktes, hittades rester av cirka 2–3 mm stora sötvattenssnäckor. Snäckorna visar att Hallonflickan fallit i öppet vatten i en kalkrik, grund sjö. I samband med denna undersökning flyttades kvarlevorna och övriga fynd från en undanskymd plats till en utställning på Falbygdens museum.
Hallonflickans längd och ålder har jämförts med skelett från Slutarpsdösen cirka 2,5 km från fyndplatsen. Kvinnorna som finns i Slutarpsdösen är mellan 147 och 162 cm långa. Hallonflickans längd på 145 cm är ganska kort, till och med för en stenålderskvinna. C14-datering visar att flera av skeletten i Slutarpsdösen är samtida med Hallonflickan.

## Dödsorsak

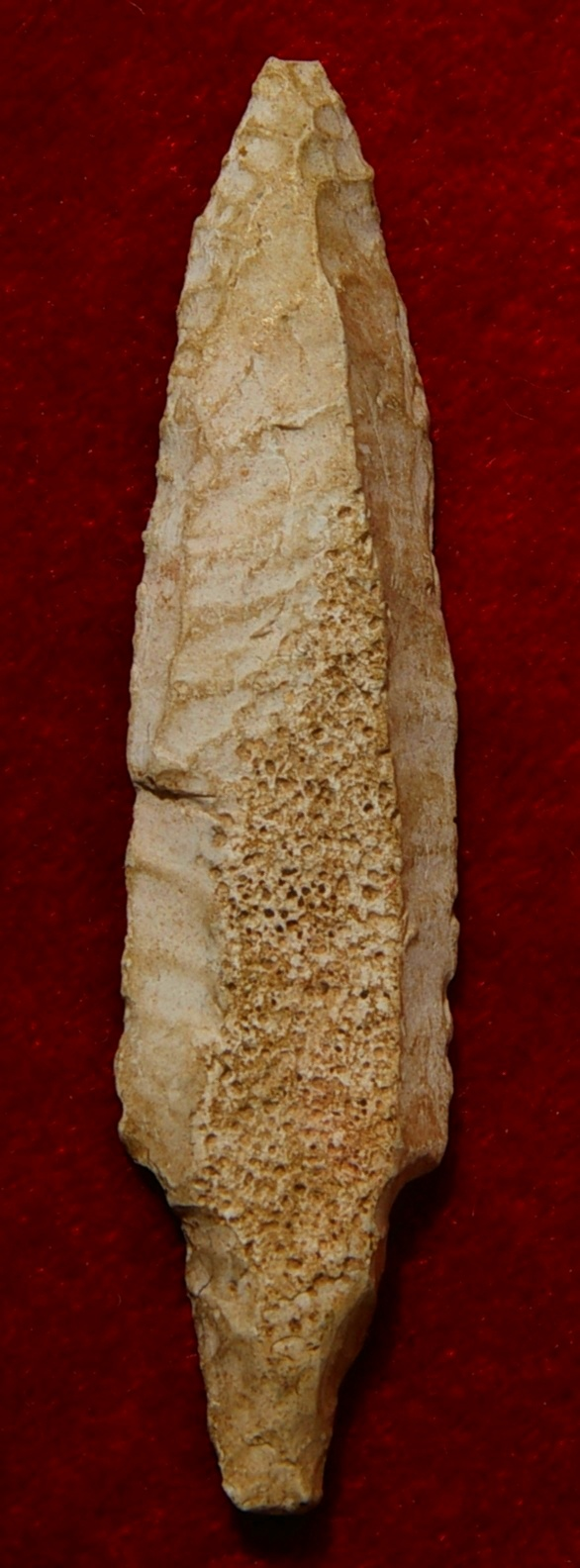
Tångespetspil hittad i Hallonflickans närhet. Blev hon beskjuten?

Snäckfyndet visar, att det var öppet vatten och grunt i sjön där hon dog. Man kan med stor säkerhet utesluta olyckshändelser som drunkning eller att hon gått ner sig i dy. Det finns inga mjukdelar kvar av Hallonflickan och hennes skelett är inte komplett. Det är därför svårt att veta exakt hur hon dog, fast avrättning ligger förmodligen närmast till hands.
Cirka 6 meter från fyndplatsen har man hittat tångepilspets av flinta. Det har väckt frågan om någon sköt mot henne och hon var skadad eller rent av redan död när hon hamnade i sjön. Sannolikheten att pilspetsen och Hallonflickan har något direkt samband är dock liten. Hennes ben var uppbundna så det mesta pekar på att hon blivit offrad åt gudarna.
Hallonflickan dog under sensommaren och kan inte ha offrats för jordbrukets välgång, vilket rimligen skedde om våren. Troligtvis blev hon offrad, av anledningar och till gudar vi inte vet något om. Kanske var det inte något straff att bli offrad, utan en stor ära och något positivt att vara den som genom ett människooffer ger välgång och samhörighet för stammen. Men hon kan lika väl ha varit en brottsling som avrättats.

## Fyndplatsen
Rogestorpsmossen är belägen 5 km söder om Falköping, vilket också är 2,5 km norr om Slutarp. Cirka 50 m väster om fyndplatsen gick järnvägen mellan Falköping och Ulricehamn. Hallonflickan ligger sedan 1994 på Falbygdens museum och ingår i basutställningen Forntid på Falbygden.